# 名倉村 (神奈川県)
名倉村（なぐらむら）は、神奈川県津久井郡に存在した村。現在の相模原市緑区北西部に位置した。

## 地理
- 川：相模川、秋山川

## 歴史
- 1889年（明治22年）4月1日 - 町村制の施行により名倉村が単独村制。日連村と町村組合を結成し、組合役場を日連村大字日連に設置。
- 1955年（昭和30年）7月20日 - 佐野川村・日連村・牧野村・吉野町と合併して藤野町が発足。同日名倉村廃止。
- 2007年（平成19年）3月11日 - 藤野町が相模原市に編入。
- 2010年（平成22年）4月1日 - 相模原市が政令指定都市に移行し、旧村域が緑区となる。